# Dermatitis de contacto por urushiol
La dermatitis de contacto por urushiol (o dermatitis por Toxicodendron y dermatitis por Rhus) es el nombre médico dado a la reacción alérgica y rash producida por el aceite urushiol, que tienen numerosas plantas, del género Toxicodendron (avena venenosa, y  zumaque venenoso), y plantas de la familia Anacardiaceae (mango, Gluta spp., Melanorrhoea usitata, Semecarpus anacardium, y la cubierta de la nuez del "marañón" Anacardium occidentale, y hasta plantas no relacionadas como Ginkgo biloba.
Los síntomas del brote alérgico incluyen edema, inflamación, supuración, y en casos extremos sensación de quemadura. La Academia Americana de Dermatología estima que se producen 50 millones de casos de esta dermatitis anualmente en EE. UU., siendo la causa de un 10 % de las bajas por enfermedad en el Servicio Forestal de EE. UU.
La avena venenosa es un problema significativo en el oeste rural y el sur de EE. UU., mientras la hiedra venenosa lo es en el este de EE. UU. La dermatitis por zumaque venenoso es menos común,  pero problemática.

## Exposición

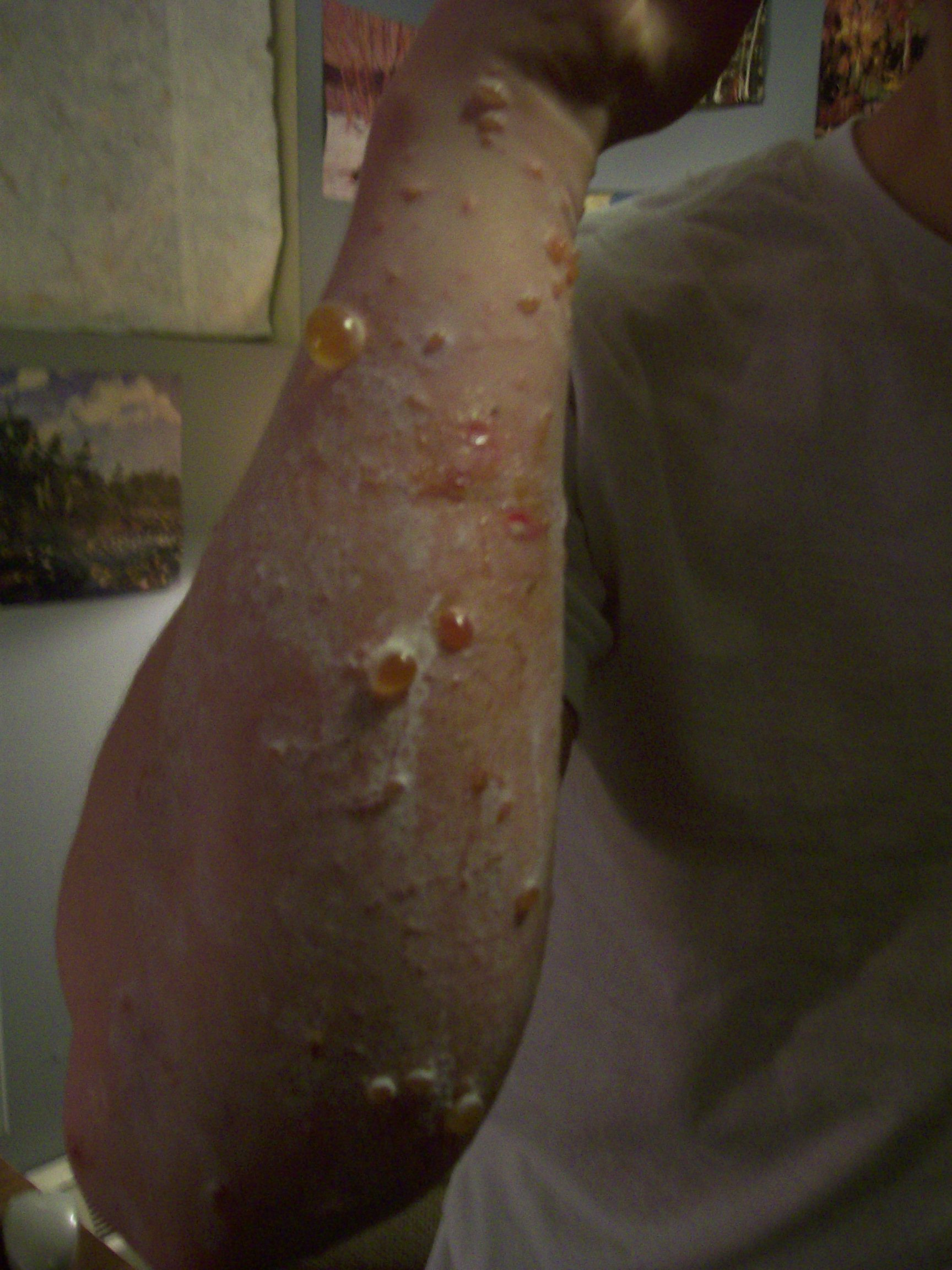
Ampollas luego de 48 horas de contacto con el urushiol.

Esta dermatitis se contrae por contacto directo con el aceite urushiol que se encuentra en algunas plantas o se haya transferido a ropas u otros materiales que hayan entrado en contacto con esas plantas. Los primeros síntomas suelen aparecer a las 24 horas de la exposición a la sustancia tóxica.
El urushiol se encuentra entre las células vegetales por debajo de la membrana externa de la planta, por lo que los efectos tóxicos son menores si no se ha dañado el tejido de la planta al contacto. Una vez que el aceite y la resina hayan sido completamente lavados de la piel, el líquido de las ampollas no resulta contagioso. El Urushiol no se esparce una vez que se ha unido a la piel,  Aunque la irritación de la piel puede empeorar durante los primeros días y puede parecer que se esté esparciendo a nuevas áreas, esto es simplemente una reacción latente.
La exposición de la piel es la afección más común del Urushiol, pero su ingestión también puede conducir a reacciones muy serias y sistemáticas. La quema de estas plantas puede ser causante de reacciones sistémicas así como de irritación en la garganta y los ojos. Sin embargo, este efecto pernicioso de la quema de planta que contengan urushiol es disputado por algunas fuentes.

## Mecanismo
Químicamente, el urushiol no es dañino a los humanos, pero cuando toca las células epiteliales inicia una respuesta inmune célula T mediada. Esta respuesta inmune es dirigida hacia los complejos de urushiol que se han unido a las proteínas de la piel. El resultado es una dermatitis de contacto alérgica eccematosa caracterizada por enrojecimiento, hinchazón, pápulas, vesículas, ampollas y estriaciones. Las personas varían enormemente en sus respuestas al urushiol. Alrededor del 15 % al 30 % Archivado el 2 de julio de 2010 en Wayback Machine. de las personas son inmunes a los efectos, mientras que al menos el 25 % tiene fuertes reacciones al veneno de la hiedra. Ya que la reacción de la piel es de tipo alérgica, las personas pueden desarrollar una respuesta cada vez más fuerte luego de exposiciones repetidas, o no mostrar reacción alérgica alguna en la primera exposición y ser altamente sensibles en las exposiciones siguientes.
La irritación continúa por una a dos semanas, pero no suele dejar cicatriz. En los peores casos, se producen ampollas de 1 a 2 mm sobre la piel. La aparición de vesículas de pus blanco puede ser indicativo de una infección secundaria. La mayoría de las irritaciones por hiedra venenosa se resuelven por sí mismas sin tratamiento en unos catorce días. Rascarse excesivamente puede ocasionar infecciones secundarias por estafilococos y estreptococos siendo necesario un tratamiento con antibióticos. 